# Santo Antônio do Sudoeste
Santo Antônio do Sudoeste es un municipio brasileño del estado de Paraná. La población registrada en el censo de 2010 es de 18 912 habitantes. Su emancipación política fue el 14 de noviembre de 1951. Hace frontera con el municipio argentino de San Antonio, localizado en la provincia de Misiones. El río San Antonio divide los dos municipios, que son interconectados por un puente con sus respectivas aduanas.
Actualmente Santo Antônio del Sudoeste es un polo industrial de confección de ropas. Su economía también se basa en la ganadería y agricultura.